# Olathe (Kansas)
Olathe (/oʊˈleɪθə/ oh-LAY-thə) è un comune (city) degli Stati Uniti d'America e capoluogo della contea di Johnson nello Stato del Kansas. La popolazione era di 139 605 abitanti al censimento del 2018, il che la rende la quarta città più popolosa dello stato e la quarta città più popolosa dell'area metropolitana di Kansas City. Confina con le città di Lenexa a nord, Overland Park ad est, De Soto a nord-ovest, e Gardner a sud-ovest.

## Geografia fisica
Secondo lo United States Census Bureau, ha un'area totale di 60,42 mi² (156,49 km²).

## Società

### Evoluzione demografica
Secondo il censimento del 2018, la popolazione era di 139 605 abitanti.

### Etnie e minoranze straniere
Secondo il censimento del 2010, la composizione etnica della città era formata dall'83,07% di bianchi, il 5,33% di afroamericani, lo 0,43% di nativi americani, il 4,08% di asiatici, lo 0,07% di oceaniani, il 4,06% di altre razze, e il 2,96% di due o più etnie. Ispanici o latinos di qualunque razza erano il 10,16% della popolazione.

## Amministrazione

### Gemellaggi
- Ocotlán

### Rapporti di amicizia
- Maebashi